# Max i Shred
Max i Shred (ang. Max & Shred, 2014-2016) – kanadyjsko-amerykański serial komediowy stworzony przez Josha Greenbauma i Bena McMillana. Wyprodukowany przez wytwórnię Breakthrough Entertainment i Boathouse Entertainment.
Premiera serialu miała miejsce 6 października 2014 roku na amerykańskim Nickelodeon, a dzień później 7 października na kanadyjskim kanale YTV. W Polsce serial zadebiutował 1 lutego 2015 roku na antenie Nickelodeon Polska.
Dnia 25 lutego 2015 zostało ogłoszone, że powstanie drugi sezon serialu.

## Fabuła
Serial opisuje perypetie dwóch chłopaków – Maxa Ashera (Jonny Gray) i Alvina „Shreda” Ackermana (Jake Goodman), których łączy oryginalna przyjaźń. Max jest utalentowanym snowboardzistą oraz gwiazdą sportów zimowych, natomiast Alvin to kujon i miłośnik nauk ścisłych. Chłopak postanawia przeprowadzić się do Colorado, aby wziąć udział w Zawodach Zimowych. Max i Shred przypadkowo stają się współlokatorami.

## Bohaterowie
- Max Asher (Jonny Gray) – główny bohater serialu, przyjaciel Alvina. Jest utalentowanym snowboardzistą oraz gwiazdą sportów zimowych.
- Alvin „Shred” Ackerman (Jake Goodman) – najlepszy przyjaciel Maxa. Jest typowym kujonem oraz miłośnikiem nauk ścisłych, który nie odrywa nosa od książek.
- Abby Ackerman (Emilia McCarthy) – piętnastoletnia córka Lloyda i Diane oraz starsza siostra Shreda. Uwielbia piłkę nożną, robić zakupy, a także dręczyć młodszego brata.
- Jill „Howie” Finch (Saara Chaudry) – ośmioletnia córka państwa Finchów oraz asystentka Shreda. Jest mała i ciekawska.
- Lloyd Ackerman (Jean-Michel Le Gal) – mąż Diane oraz ojciec Shreda i Abby.
- Diane Ackerman (Siobhan Murphy) – żona Lloyda oraz matka Shreda i Abby.

## Wersja polska
Wersja polska: na zlecenie Nickelodeon Polska – Start International Polska

Reżyseria: Anna Apostolakis

Dialogi polskie: Marta Robaczewska

Dźwięk i montaż: Hanna Makowska

Kierownik produkcji: Dorota Nyczek

Nadzór merytoryczny: Katarzyna Dryńska

Udział wzięli:
- Franciszek Dziduch – Alvin „Shred” Ackerman
- Jan Rotowski – Max Asher
- Paweł Ciołkosz –
  - pan Papadopoulos,
  - Carl Delawn Lewis (odc. 6)
- Justyna Bojczuk – Abigail „Abby” Ackerman
- Grzegorz Kwiecień – Lloyd Ackerman
- Stefan Pawłowski –
  - komentator zawodów (odc. 3, 7),
  - Peter (odc. 8, 10, 15),
  - Robert (odc. 15),
  - komisarz do spraw zawieszeń (odc. 17),
  - Joey (odc. 19)
- Adam Krylik
- Katarzyna Łaska –
  - mama Kevina (odc. 3),
  - reporterka Rebecca (odc. 7)
- Marek Molak –
  - Junk (odc. 3-4, 8, 10, 14, 16, 18, 22),
  - jeden z członków klubu Prosta myśl (odc. 6)
- Magdalena Wasylik – Quinn (odc. 4)
- Magdalena Krylik – Kaylee Carpenter (odc. 4, 7-8, 10-11, 15-16, 18-19, 21)
- Anna Apostolakis –
  - pani fotograf (odc. 5),
  - jedna z kobiet (odc. 11),
  - policjantka (odc. 19)
- Cezary Kwieciński – Jeff (odc. 6, 19)
- Józef Pawłowski – Yuud Nuuderuud (odc. 6, 18)
- Karol Osentowski –
  - Derek (odc. 9, 15),
  - Jake (odc. 21)
- Tomasz Borkowski –
  - ratownik (odc. 9),
  - Sander (odc. 10),
  - Donie (odc. 15)
- Karol Jankiewicz – Dennis (odc. 10, 13)
- Agata Gawrońska-Bauman – dyrektorka (odc. 13, 17)
- Marta Dobecka – Kelly (odc. 15)
- Agnieszka Kunikowska –
  - Sally Sawyer (odc. 16),
  - Laura Asher (odc. 20)
- Karol Wróblewski – pan Roy (odc. 21)
- Michał Mostowiec – Gurnsey (odc. 21)
- Marek Moryc – Eliot (odc. 21)
- Elżbieta Gaertner – pani Turner (odc. 22)
- Andrzej Chudy – juror konkursu naukowego „10-tka przed 10-tką” (odc. 22)

i inni
Piosenkę tytułową śpiewał: Adam Krylik
Lektor: Marek Ciunel

## Spis odcinków
| Seria | Odcinki | Premiera serii      | Finał serii   | Premiera serii      | Finał serii    | Premiera serii  | Finał serii      |
| ----- | ------- | ------------------- | ------------- | ------------------- | -------------- | --------------- | ---------------- |
| 1     | 26      | 6 października 2014 | 11 lipca 2015 | 7 października 2014 | 14 lipca 2015  | 1 lutego 2015   | 7 stycznia 2016  |
| 2     | 13      | 21 marca 2016       | 31 marca 2016 | 14 marca 2016       | 6 czerwca 2016 | 8 stycznia 2016 | 26 stycznia 2016 |